# پژوهشگاه فرهنگ، هنر و ارتباطات
پژوهشگاه فرهنگ، هنر و ارتباطات مهم‌ترین نهاد پژوهشی وابسته به وزارت فرهنگ و ارشاد اسلامی است که در زمینه‌های علوم انسانی کارهای پژوهشی انجام می‌دهد.

## معرفی پژوهشگاه
پژوهشگاه فرهنگ، هنر و ارتباطات به منظور رفع نیازهای پژوهشی وزارت فرهنگ و ارشاد اسلامی، فعالیت خود را بر اساس مجوز وزارت علوم، تحقیقات و فناوری از سال ۱۳۷۸ با سرلوحه قرار دادن رویکرد «مسئله محوری» آغاز نموده است.
پژوهشگاه فرهنگ، هنر و ارتباطات قصد دارد تا از پژوهشگاهی که صرفاً به مطالعات دانشگاهی، بنیادین و نظری می‌پردازد، تبدیل به پژوهشگاهی شود که مسایل وزارتخانه و حوزه کلان فرهنگ و هنر را بررسی و حل نماید.
کسب مجوز شورای گسترش آموزش عالی، تشکیل هیئت امنا و تبدیل مؤسسه به پژوهشگاهی معتبر، انجام دادن طرح‌های مختلف و وسیع تحقیقاتی مثل: طرح بزرگ و ملّی ارزش‌ها و نگرش‌های ایرانیان و… اشاره نمود.
اهداف دو جانبه و سازنده وزارتخانه و پژوهشگاه محقق خواهد شد.
پژوهشگاه قصد دارد تا با فعال‌سازی پژوهشکدههای خود از طریق تأمین کادر هیئت علمی و اخذ مجوزهای لازم در این خصوص برنامه‌ای مدون برای ارتقاء سطح علمی خود به عمل آورده و ضمن تسهیل روند رسیدگی به طرح‌های پژوهشی، از یک مجموعه صرفاً اداری، تشکیلاتی نظام‌مند و علمی و به عنوان قوه عاقله و اندیشکده وزارتخانه رسالت خود را به انجام برساند.
پژوهشگاه به‌صورت هیئت امنایی اداره می‌شود که اعضای آن عبارتند از:
- وزیر فرهنگ و ارشاد اسلامی به عنوان رئیس هیئت امنا
- وزیر علوم، تحقیقات و فناوری یا نماینده وی
- رئیس سازمان مدیریت و برنامه‌ریزی یا نماینده وی
- سه تا پنج تن از شخصیت‌های علمی- فرهنگی مؤثر در توسعه و پیشرفت پژوهشگاه
- رئیس پژوهشگاه (به عنوان دبیر هیئت امنا)

رئیس پژوهشگاه با حکم وزیر فرهنگ و ارشاد اسلامی منصوب می‌شود.
در حال حاضر ریاست پژوهشگاه با دکتر محسن جوادی است.
رؤسای پیشین پژوهشگاه به ترتیب، افراد ذیل بوده‌اند:
1. دکتر مسعود کوثری- ۱۳۷۹ تا ۱۳۸۱
2. دکتر سعید معیدفر-۱۳۸۱ تا ۱۳۸۲
3. دکتر محمد سمیعی- ۱۳۸۲ تا ۱۳۸۴
4. محمدتقی شریفی قادری- ۱۳۸۴ تا ۱۳۸۵
5. دکتر محمدهادی همایون-۱۳۸۵ تا ۱۳۸۸
6. دکتر محمدرضا مرندی-۱۳۸۸ تا ۱۳۹۰
7. دکتر یحیی طالبیان- ۱۳۹۰ تا ۱۳۹۳
8. دکتر محمدرضا جوادی یگانه- ۱۳۹۳ تا ۱۳۹۶
9. دکتر محمد سلگی- ۱۳۹۶ تا ۱۴۰۰
10. دکتر قاسم زائری- ۱۴۰۰ تا ۱۴۰۳

## اهداف
برنامه‌ها و محورهای علمی و عملیاتی زیر در دستور کار پژوهشگاه قرار گرفته است: - تغییر نگاه مبنایی مدیران پژوهشگاه از مفهوم «توسعه فرهنگی» به مفهوم «تعالی فرهنگی» - اعتلای نقش پژوهش در حوزه سیاستگذاری و ایجاد ارتباط سازمانی بین پژوهشگر، سیاستگذار، تصمیم‌گیرندگان و مجریان - انسجام پژوهش در وزارتخانه با رویکردی راهبردی - گذر از پژوهش‌های نظری بسوی پژوهش‌های کاربردی عملیاتی با دیدگاه مسئله محوری - جذب هیئت علمی متخصص، متعهد و دارای صلاحیت به عنوان مبنای فعالیت‌های ماندگار پژوهشی مورد نیاز وزارت فرهنگ و ارشاد اسلامی - ایجاد ساز و کار و سازمان مناسب برای فعالیت‌های پژوهشی.
نسبت به باز تعریف و طراحی پژوهشکده‌ها و گروه‌های علمی – پژوهشی و نیز بازنگری در ساختار کلی پژوهشگاه اقدام لازم در حال انجام است، که این موضوع در کنار تمهیدات اجرایی و اداری اندیشیده شده در خصوص جذب هیئت علمی پژوهشگاه، می‌تواند افق‌های جدیدی را پیش روی پژوهش در حوزه‌های مختلف بخش فرهنگ بگشاید.

## ارکان
سه پژوهشکده وابسته:
1. - پژوهشکده فرهنگ
2. - پژوهشکده هنر
3. -  پژوهشکده ارتباطات
4. هر کدام از پژوهشکده‌ها نیز با تشکیل گروه‌های علمی – پژوهشی مرتبط با فعالیت خود، حوزه‌های مختلف پژوهشی را پوشش می‌دهد.

دفتر طرح‌های ملی
این دفتر مجری طرح‌ها و پیمایش‌های ملی است. پیمایش‌های ملی ارزش‌ها و نگرش‌های ایرانیان (سه موج)، سرمایه اجتماعی (دو موج)، مصرف کالاهای فرهنگی و تحولات فرهنگی ایرانیان (سه موج) از جمله شناخته‌شده‌ترین مطالعات صورت گرفته در این دفتر هستند.
پیمایش‌های ملی انجام‌شده در دفتر طرح‌های ملی
۱- گرایش‌های فرهنگی و نگرش‌های اجتماعی در ایران، ۱۳۵۳
۲- آگاهی‌ها، نگرش‌ها و رفتارهای اجتماعی و فرهنگی در ایران، ۱۳۷۴
۳- فعالیت و مصرف کالاهای فرهنگی (شهری)، ۱۳۷۸
۴- فعالیت و مصرف کالاهای فرهنگی (روستایی)، ۱۳۷۹
۵- ارزش‌ها و نگرش‌های ایرانیان (موج اول)، ۱۳۷۹
۶- ارزش‌ها و نگرش‌های ایرانیان (موج دوم)، ۱۳۸۲
۷- تحولات فرهنگی جامعه ایران، ۱۳۸۳
۸- سنجش سرمایه اجتماعی کشور (موج اول)، ۱۳۸۳
۹- سنجش سرمایه اجتماعی کشور (موج دوم)، ۱۳۹۳
۱۰- ارزش‌ها و نگرش‌های ایرانیان (موج سوم)، ۱۳۹۴
۱۱- وضعیت اجتماعی، فرهنگی و اخلاقی جامعه ایران، ۱۳۹۵
۱۲- مصرف کالاهای فرهنگی در ایران (موج سوم)، ۱۳۹۸
پیمایش‌های ملی در حال انجام:
1. مطالعه ملی سواد رسانه‌ای
2. بررسی ابعاد پیوستن ایران به کنوانسیون برن
3. پیمایش بررسی افکار عمومی پیرامون کارکردهای اجتماعی- فرهنگی ورزش
4. بررسی سبک زندگی ایرانیان
5. سنجش وضعیت هویت ایرانیان